# غابرييلا بابايانيس
غابرييلا بابايانيس (باليونانية: Γαβριηλία Παπαγιάννη)، أو الأم غابرييلا (باليونانية: γερόντισσα γαβριέλα) وتسمى كذلك ناسكة المحبة (باليونانية: η Ασκήτρια της Αγάπης)؛ (15 أكتوبر 1897، القسطنطينية – 28 مارس 1992، ليروس)، كانت راهبة يونانية أرثوذكسية، اشتهرت لرعايتها للفقراء والمرضى.
تُعد الأم غابرييلا ثاني امرأة يتم قبولها في إحدى الجامعات اليونانية، وقد كانت، قبل أن تبدأ رحلتها الدعوية في سن الستين، كانت أخصائية علاج طبيعي مدربة.
أعلن المجمع المقدس لبطريركية القسطنطينية المسكونية قداستها في 3 أكتوبر 2023.